# Amphisbetia avia
Amphisbetia avia är en nässeldjursart som beskrevs av Watson 1975. Amphisbetia avia ingår i släktet Amphisbetia och familjen Sertulariidae. Inga underarter finns listade i Catalogue of Life.